# مارغريت كلير بيرنز
الأخت مارغريت كلير بيرنز (بالإنجليزية: Marguerite Claire Bernes)، (30 سبتمبر 1901- 13 أبريل 1996) كانت راهبة جزائرية. انتقلت إلى إيطاليا في ثلاثينيات القرن العشرين، وأخفت عائلات يهودية أثناء الاحتلال النازي الألماني، وتم الاعتراف بها لاحقًا باعتبارها من الصالحين بين الأمم.

## الحياة المبكرة
وُلِدت بيرنز في 1901 في الجزائر، لأبوين فرنسيين. انتقلت العائلة إلى مرسيليا بفرنسا، عندما بلغت بيرنز الخامسة من عمرها.

## الحرب العالمية الثانية
في سبتمبر 1943، ساعدت بيرنز في إخفاء اللاجئين اليهود الآخرين. لمدة سبعة أشهر، قامت بيرنز بتوفير الطعام سراً للاجئين اليهود. كما اهتمت أيضًا بالاحتياجات الشخصية للنساء.
علم الألمان أن الدير كان يحمي اليهود، فاقتحم الغيستابو المكان وألقي القبض على العديد من الأشخاص المختبئين.

## الحياة بعد الحرب
انتقلت بيرنز إلى القدس في 1953، حيث كانت رئيسة لمستشفى القديس فنسنت دي بول للأطفال المعوقين في عين كارم. في 1988، تم الاعتراف بها كمواطنة متميزة في القدس.
في 15 أغسطس 1974، تم الاعتراف بها من قبل مركز ياد فاشيم باعتبارها من الصالحين بين الأمم. قالت عن هذا الشرف "لقد قمنا بواجبنا بكل بساطة".
توفيت في 1996 بالإسكندرية، مصر.